# 조흔색

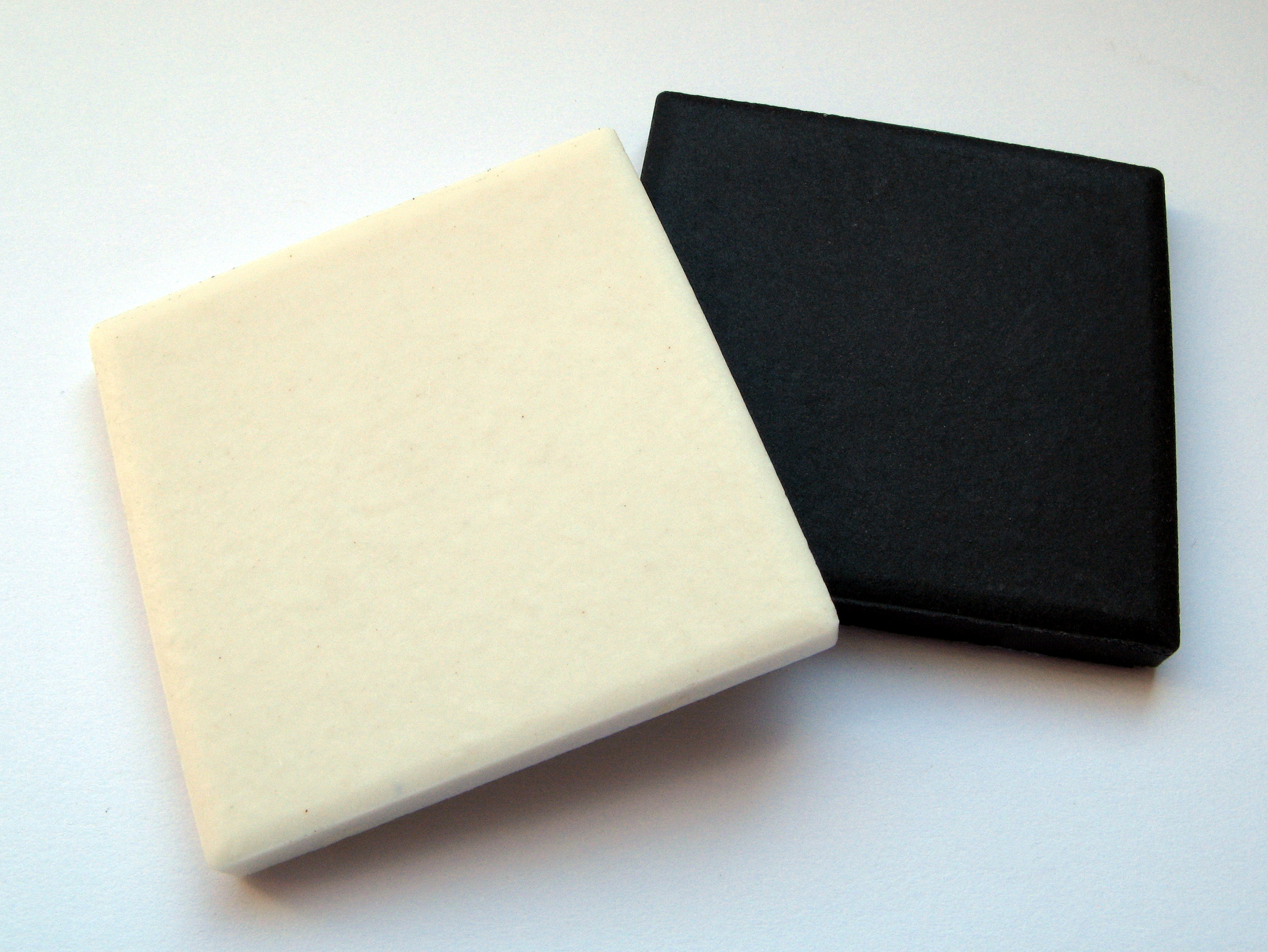
조흔판

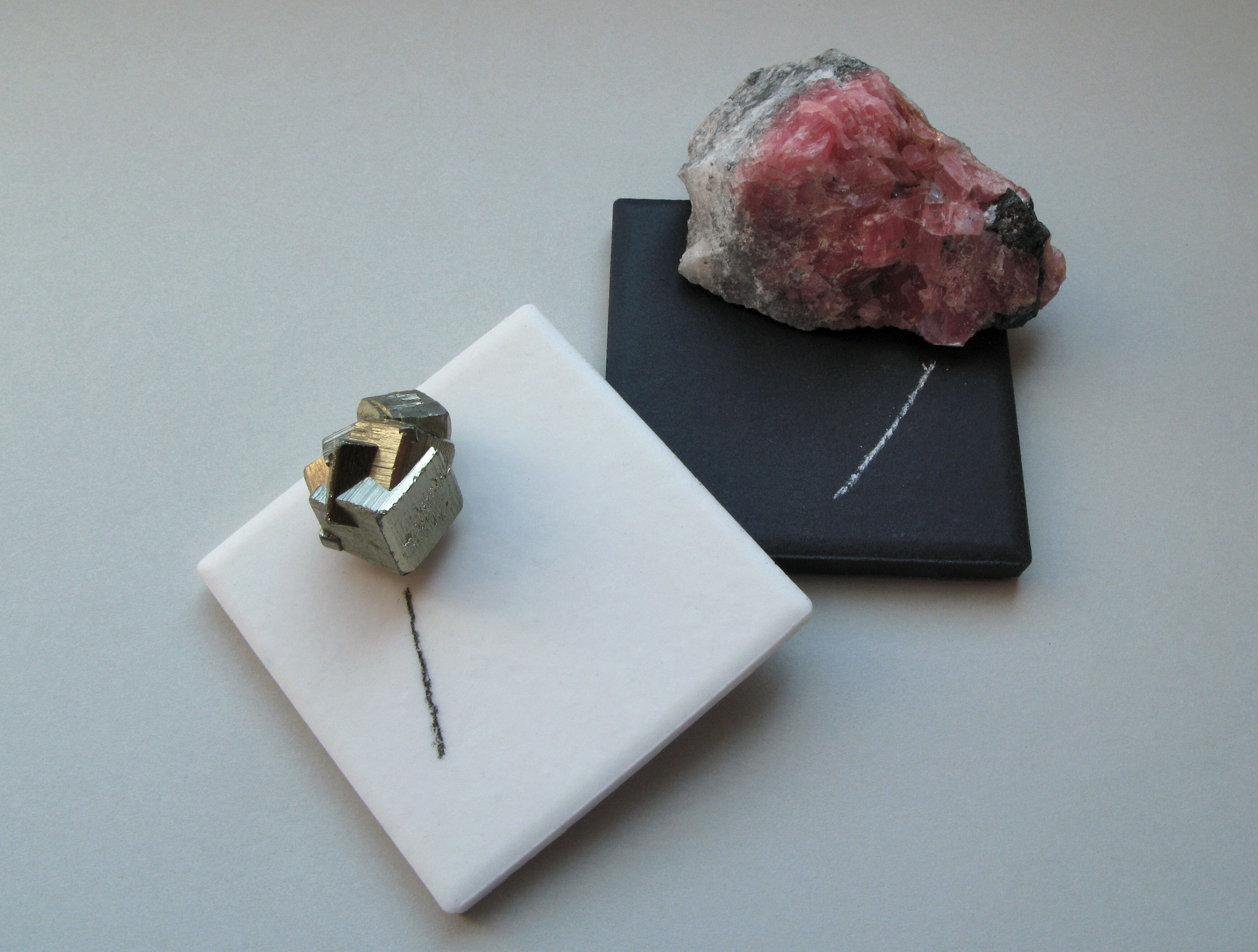
황철석 (좌), 능망가니즈석 (우)

조흔색(條痕色)은 광물을 풍화되지 않은 표면에 긁는 등의 방법으로 가루를 내었을 때의 색깔이다. 대부분의 광물이 상당히 다를 수 있는 광물의 겉보기 색상과는 달리, 미세하게 분쇄된 가루의 색깔과 흔적은 일반적으로 일관된 특성(색상)을 가진다. 따라서 광물 식별에 중요한 진단 도구가 된다. 긁혔을 때 줄무늬가 나타나지 않으면, 즉, 조흔색이 나타나지 않으면 조흔색이 흰색 또는 무색이라고 한다. 조흔색은 불투명하고 착색된 광물을 진단하는 데 특히 중요하다. 규산염 광물에는 거의 유용하지 않으며, 이는 대부분이 흰색을 조흔색으로 갖거나 쉽게 분쇄되기 어렵기 때문이다.
광물의 뚜렷한 색은 미량의 불순물 또는 광물을 탐구할 때 있어 방해가 되는 거시적인 결정 구조로 인해 광범위하게 변할 수 있다. 특정 파장을 강하게 흡수하는 소량의 불순물은 표본에 의해 반사되는 빛의 파장을 근본적으로 변화시켜 겉보기 색상을 바꿀 수 있다. 그러나 광물의 조흔색을 측정할 때는 무작위로 배향된 미세 결정으로 깨지고, 이때 생기는 작은 불순물은 빛의 흡수에 크게 영향을 미치지 않는다. 광물이 끌리는 표면은 조흔판이라고 불리며 일반적으로 유약을 칠하지 않은 도자기 타일로 되어 있다. 이런 판이 없는 경우, 광택이 없는 도자기 그릇이나 꽃병의 밑면 또는 윤기 나는 타일 뒷면을 조흔판으로 사용하면 된다. 조흔색은 다른 조흔판에서 생성된 "조흔색"과 비교하면 더 쉽거나 정확하게 설명, 비교 되기도 한다.

## 관측
조흔색은 광물이 분말로 분쇄된 결과 남겨지기 때문에 조흔색은 모스의 광물의 경도의 척도(모스 굳기계)에서 약 7 정도인 일반적인 조흔판보다 경도가 낮거나 부드러워야 관측할 수 있다. 더 단단한 광물의 경우, 조흔색은 작은 샘플을 망치로 분쇄하여 결정할 수 있다. 관측할 때, 대부분의 광물은 도움이 되지 않는 흰색의 조흔색을 갖고 있다.
하지만 진사와 청금석과 같은 일부 광물은 자연 색상과 비슷한 줄무늬를 남긴다. 다른 광물은 보라색, 파란색, 노란색 또는 녹색 결정으로 나타날 수 있지만 항상 흰색 줄무늬가있는 형석과 같은 놀라운 색상을 남긴다. 예를 들어, "피"를 의미하는 헬라어 "haima"에서 나온 적철석은 외관상 검은색이지만 조흔색은 그 이름을 나타내는 빨간색이다. 적철석과 외관이 비슷할 수 있는 다른 광물은 회색을 조흔색으로 가지므로 쉽게 구별된다. 또한, 루비와 사파이어의 경우 철, 티탄, 또는 크로뮴이 미량 섞인 산화 알루미늄 결정(강옥)이며, 내부 금속 원소의 조성 변화에 의해 겉보기에는 다른 색으로 보이지만 조흔색은 같다. 반면 자연금, 황철석, 황동석은 비슷한 색을 띠지만 조흔색은 황색, 녹색, 녹흑색으로 서로 다르다. 마지막으로 황철석은 바보금이라는 별명을 가질 정도로 금과 외양이 비슷하지만, 조흔색이 검은색이기에 금색을 조흔색으로 가지는 금과 구분된다.

## 참고 문헌
- Bishop, A.C.; Woolley, A.R.; Hamilton, W.R. (1999). 《Cambridge Guide to Minerals, Rocks and Fossils》 2판. Cambridge: Cambridge University Press. 12–13쪽.
- Holden, Martin (1991). 《The Encyclopedia of Gemstones and Minerals》. 뉴욕: Facts on File. 251쪽. ISBN 1-56799-949-2.
- Schumann, Walter (1992). 《Minerals of the World》. 뉴욕: Sterling Publishing. 18–16쪽. ISBN 0-00-219909-2.